# Boadicea (geslacht)
Boadicea is een geslacht van vlinders van de familie spinneruilen (Erebidae), uit de onderfamilie Arctiinae.

## Soorten
- B. flavimacula Pinhey, 1968
- B. pelecoides Tams, 1930